# Diffie-Hellmans nyckelöverföring
Diffie-Hellmans nyckelöverföring är en metod för att dela hemliga krypteringsnycklar mellan två parter på en öppen (okrypterad) kanal. Metoden introduceras år 1976 och är namngiven efter Whitfield Diffie och Martin Hellman.

## Beskrivning
Antag att Alice och Bob ska härleda en gemensam hemlig krypteringsnyckel. Följande steg genomförs då:
1. Alice och Bob bestämmer sig för en gemensam bas g och en modulo p.
2. Alice väljer ett hemligt heltal a och beräknar A = ga mod p som skickas till Bob.
3. Bob väljer ett hemligt heltal b och beräknar B = gb mod p som skickas till Alice.
4. Alice använder B från Bob för att beräkna s = Ba mod p.
5. Bob använder A från Alice för att beräkna s = Ab mod p.

Alice och Bob har således båda kommit fram till ett gemensamt hemligt heltal s, ty Ab mod p = gab mod p = Ba mod p.

## Säkerhet
Om en antagonist avlyssnar kommunikationen mellan Alice och Bob i exemplet ovan, kommer hon att få tillgång till g, p, A och B. Utan något av de hemliga heltalen a eller b är det dock svårt att beräkna s utan att lösa någon av de diskreta logaritmerna a = logg A eller b = logg B. Då det inte finns några kända effektiva algoritmer för beräkning av diskreta logaritmer antas det vara svårt för avlyssnaren att räkna ut den hemliga krypteringsnyckeln.
Diffie-Hellmans nyckelöverföring är sårbar mot Man-in-the-middle attacker. En antagonist som kontrollerar kommunikationskanalen mellan Alice och Bob kan stoppa in egna parametrar båda vägarna och därmed avkryptera kommunikationen.